# 5050
5050（五千五十、ごせんごじゅう）は自然数、また整数において、5049の次で5051の前の数である。

## 性質
- 5050は合成数であり、約数は1, 2, 5, 10, 25, 50, 101, 202, 505, 1010, 2525, 5050である。
  - 約数の和は9486。
    - 9486 < 5050 × 2 = 10100 であるため不足数である。
- 1/5050 = 0.000198… (下線部は循環節で長さは4)
- 5050 = 1 + 2 + 3 + 4 + 5 + 6 + 7 … + 99 + 100
  - 100番目の三角数である。1つ前は4950、次は5151。
- 908番目のハーシャッド数である。1つ前は5044、次は5052。
  - 10を基とする44番目のハーシャッド数である。1つ前は4600、次は5140。
  - 三角数がハーシャッド数になる44番目の数である。1つ前は4950、次は5460。
- 13番目の第1定義のカプレカ数であり、50502 = 25502500、2550 + 2500 = 5050 となる。1つ前は4950、次は5292。
- 各位の和が10になる233番目の数である。1つ前は5041、次は5104。

## その他 5050 に関連すること
- 5050は1から100までのすべての自然数を足した数であり、1から100の総和に等しい。そろばんの練習用にも用いられる。
- 5050 (バンド) （フィフティ・フィフティ） - 日本のバンド。
- 東武5050系電車 - 東武鉄道で2006年まで運用していた鉄道車両。関東大手私鉄最後の吊り掛け駆動車だった。
- 東急5050系電車 - 東急電鉄東横線で運用されている鉄道車両。